# All They Ever Wanted
All They Ever Wanted är ett musikalbum från 2008 av bandet Johnossi. Inspelad under hösten 2007 i Studio Gröndal söder om Stockholm. Producerad av Jari Haapalainen.

## Låtlista
1. "18 Karat Gold" 4:43
2. "Party With My Pain" 3:37
3. "Send More Money" 3:07
4. "Train Song" 3:10
5. "In The Mystery Time Of Cold And Rain" 3:22
6. "Zeppelin" 4:00
7. "Bobby" 4:10
8. "All They Ever Wanted" 2:32
9. "Up In The Air" 3:21
10. "Lie Lie Die" 5:05